# Byrrhomorpha
Byrrhomorpha är ett släkte av skalbaggar. Byrrhomorpha ingår i familjen Melolonthidae.
Kladogram enligt Catalogue of Life:
| Byrrhomorpha | \| \| Byrrhomorpha basicollis \| \| \| \| \| \| Byrrhomorpha ponderosa \| \| \| \| \| \| Byrrhomorpha verres \| \| \| \| |
|              | \| \| Byrrhomorpha basicollis \| \| \| \| \| \| Byrrhomorpha ponderosa \| \| \| \| \| \| Byrrhomorpha verres \| \| \| \| |
|              | Byrrhomorpha basicollis                                                                                                  |
|              | |
|              | Byrrhomorpha ponderosa                                                                                                   |
|              | |
|              | Byrrhomorpha verres |
|              | |